# Jofré Tallaferro
Jofré o Geoffrey (+ desembre de 1048) fou comte d'Angulema des de vers 1031/1032. El seu germà Alduí II d'Angulema havia succeït al seu pare, Guillem III d'Angulema, com a comte el 1028, però els germans es barallaren sobre l'herència al Bordelès. Jofré es va revoltar però fou derrotat, si bé el seu germà el va perdonar i li va concedir alguns castells a Santonya, especialment Blavia (Blaia, francès Blaye) com a benefici, retenint un quart per a si mateix com alou. A la mort de Alduí vers 1031 o 1032, Jofré, revoltat altre cop, va ocupar Angulema fàcilment i es va proclamar comte. Però la lluita havia donat oportunitat als senyors de Santonya per rebel·lar-se, i el comte va perdre el control efectiu del territori, el que el va convertir en un dels "nobles menors dependent dels ducs d'Aquitaine".
El 1047 Jofré I d'Anjou va importar forjadors de moneda des d'Angoulême per proveir de personal la seva nova seca a Saintes, de la qual el seu pare Folc III d'Anjou s'havia apoderat durant la rebel·lió prèvia.
Es va casar amb Peronel·la, filla de Mainard el Ric i hereva dels castells de Bouteville i Archiac. La parella va fundar el Priorat de Bouteville-Saint-Paul, on Peronel·la va ser enterrada. Van tenir diversos fills:
- Folc Tallaferro († 1087), comte d'Angulema
- Humberga († 1068/71), casada amb el vescomte Ademar II de Llemotges
- Jofré Rudel († ?), senyor de Blaye
- Arnald († després de 1076), senyor de Montausier
- Guillem († 20 de setembre de 1076), des de 1040 bisbe d'Angulema
- Ademar († 1 de setembre de 1101), des de 1076 bisbe d'Angulema
- (possible) Fredeland.

Va tenir una segona esposa de nom Ascelina i origen desconegut.